# قوجابیگ‌لو
قوجابیگ‌لو روستایی است که در استان اردبیل، شهرستان پارس‌آباد، بخش مرکزی، دهستان ساوالان قرار دارد.

## جمعیت
بر اساس سرشماری سال ۱۳۸۵ جمعیت این روستا ۳۴۰ نفر با ۶۱ خانوار بوده‌است.